# Hyperloop
Hyperloop или хајперлуп је радикални концепт масовног превоза који је предложио милијардер Илон Маск. „Хајперлуп“, као револуционарни нов метод масовног превоза, би транспортовао људе при брзинама од 1.200 km на сат (замисао је да капсуле са људима унутар цеви лебде на танком слоју ваздуха и да их покрећу електромагнетни мотори унутар сваке капсуле).

## Опис
Хајперлуп је предложени начин путничког и/или теретног саобраћаја, који се први пут користи за описивање дизајна транспорта отвореног извора који је објавио заједнички тим из Тесла корпорације Концепт обухвата запечаћену вакуумску цев или систем цеви кроз које се слободно кретати могу без отпора капсуле изузетно великом брзином.
Верзија концепта Елона Муска, која се први пут помиње у 2012. години,  укључује цеви с смањеним притиском, у којима капсуле под притиском возе на ваздушним лежајевима погоњеним линеарним индукционим моторима и компресорима .
Концепт Хајперлуп Алфа први пут је објављен у августу 2013. године, предлажући и испитивање руте од Лос Анђелеса до подручја залива Сан Франциско, који прати коридор Интерстате 5. Концепт је замишљен за систем који би пропустио путнике дуж руте од 350 km (560 км) са просечном брзином од око 970 km/h, са максималном брзином од 1200 km/h, омогућавајући време путовања од 35 минута, што је знатно брже од тренутних времена путевања железницом или авионом. Прелиминарне процене трошкова за ову ЛА-СФ предложену руту су 6 милијарди долара за верзију која је доступна само за путнике, а 7,5 милијарди америчких долара за верзију која преноси путнике и возила са већим пречником  - премда су аналитичари за транспорт исказали сумњу да би се систем могао изградити у оквиру тпг буџета; неки аналитичари тврде да би Хајперлуп захтевао буџет од неколико милијарди долара, узимајући у обзир трошкове изградње, развоја и рада.  
Концепт Хајперлупа експлицитно је "отворен" од стране Муска и СпејсИкса, тако да су и други охрабрени да узму учешћа, дају идеје и даље развијају.
У ту сврху је формирано неколико компанија, а неколико интердисциплинарних тимова под водством студената ради на унапређењу технологије  СпејсИкс је изградио дугачку стазу од 1,6 km за своје поддизајн такмичење у свом седишту у Хоторну, Калифорнија. 
Неки стручњаци су скептични, рекавши да предлози игноришу трошкове и ризике развоја технологије и да је идеја "потпуно непрактична". Такође су изложени тврдње да је систем превише подложан поремећајима због прекида напајања или терористичких напада како би се сматрао поузданим 